# Báo và phát thanh, truyền hình Tây Ninh
Báo và phát thanh, truyền hình Tây Ninh, là cơ quan ngôn luận của Đảng bộ và Chính quyền, đồng thời là diễn đàn của nhân dân Tây Ninh. Ban đầu là Đài Phát thanh tỉnh Tây Ninh, phát sóng lần đầu tiên vào ngày 1 tháng 11 năm 1977, lúc đầu chỉ phát thanh 4-5 tiếng mỗi ngày trên sóng AM 1125 KHz. Có chức năng, nhiệm vụ tuyên truyền, phổ biến chủ trương, chính sách của Đảng và Nhà  nước, phản ánh kịp thời các mặt hoạt động chính trị, kinh tế, khoa học kỹ thuật và văn hóa xã hội, góp phần giáo dục nâng cao dân trí và đáp ứng nhu cầu giải trí của nhân dân trong tỉnh và các vùng lân cận.
Ngày 18 tháng 1 năm 1993, Đài Phát thanh – Truyền hình Tây Ninh phát sóng buổi truyền hình đầu tiên trên kênh K11-VHF, đồng thời thực hiện phát sóng hàng loạt chương trình truyền hình do đài tự sản xuất.
Trải qua quá trình hoạt động, Đài Phát thanh – Truyền hình Tây Ninh không ngừng lớn mạnh và phát triển; thực hiện tốt nhiệm vụ tuyên truyền các chủ trương, đường lối của Đảng và chính sách, pháp luật của Nhà nước. Cùng với việc tăng thời lượng phát sóng, Đài Phát thanh – Truyền hình Tây Ninh còn không ngừng đầu tư cơ sở vật chất kỹ thuật, đưa vào phát sóng phát thanh FM 103.1 MHz, đồng thời đưa sóng phát thanh và truyền hình lên vệ tinh Vinasat. Đài luôn đổi mới, nâng cao chất lượng nội dung và hình thức thể hiện chương trình, mở rộng diện phủ sóng phục vụ tốt các nhiệm vụ chính trị của Đảng bộ tỉnh, góp phần tích cực vào sự nghiệp phát triển kinh tế, văn hóa, xã hội, an ninh, quốc phòng... và đáp ứng ngày càng tốt hơn nhu cầu thông tin giải trí, hưởng thụ văn hoá tinh thần của cán bộ, nhân dân tỉnh nhà.
Đặc biệt, vào tháng 7 năm 2012, kênh TTV11 của Đài đã tiếp sóng kênh HTV9 trực tiếp cầu truyền hình "Ký ức 27 tháng 7".
Năm 2019, Đài Phát thanh – Truyền hình Tây Ninh chính thức phát sóng kênh chương trình TTV11 chuẩn tín hiệu chuẩn HD trên hạ tầng truyền hình kỹ thuật số mặt đất DVB-T2.
Từ ngày 20 tháng 6 năm 2025, hợp nhất Đài Phát thanh - Truyền hình Tây Ninh với Báo Tây Ninh thành Báo và Đài Phát thanh - Truyền hình Tây Ninh.
Từ ngày 1 tháng 7 năm 2025, Báo và Đài Phát thanh – Truyền hình Tây Ninh hợp nhất với Báo và Đài Phát thanh – Truyền hình Long An thành Báo và phát thanh, truyền hình Tây Ninh.
Từ ngày 3 tháng 7 năm 2025, kênh TTV11 đổi thành kênh TTV2.

## Giải thưởng
- Năm 2020, tại Liên hoan phát thanh toàn quốc lần thứ 14, đoạt được[2]
  - 01 Giải vàng với Chương trình phát thanh trực tiếp
  - 01 giải đồng và 01 bằng khen cho thể loại phóng sự và chuyên đề.

## Phát sóng các hạ tầng

### TTV2
- VTVCab: Kênh 310
- SDTV: Kênh 7
- SCTV: Kênh 100
- SCTV: DVB-T2 Hà Nội & TP.HCM
- HTVC: Kênh 118 / Kênh 97
- MyTV: Kênh 701
- FPT: Kênh 172
- ViettelTV: Kênh 253
- Truyền hình OTT: HTVC, FPT Play, ClipTV, SCTV online, VieON, TayNinhTV app, VTVCab ON, Yến Nhi Online, TV360
- Truyền hình Vinasat

## Nhạc hiệu và lời Xướng
Đầu buổi phát sóng mỗi ngày trên các kênh phát thanh của Đài đều có phát một đoạn nhạc không lời gọi là "nhạc hiệu" của Đài cùng một câu giới thiệu tên gọi và vị trí của Đài được gọi là "lời xướng" do các phát thanh viên gồm một nam lần lượt đọc. Nhạc hiệu của Đài là bài "Chiến thắng Bùng Binh" của nhạc sỹ Vân An, được dùng từ khi thành lập Đài cho đến nay.
Đài hiệu từ năm 2012-2025.
| “ | Đây là Đài Phát thanh - Truyền hình Tây Ninh, tiếng nói của quê hương trung dũng kiên cường. Phát thanh từ thành phố Tây Ninh trên làn sóng FM 103,1 Mhz. | ” |

Đài hiệu từ năm 2025.
| “ | Đây là Báo và Phát thanh - Truyền hình Tây Ninh, tiếng nói của quê hương trung dũng kiên cường. Phát thanh từ thành phố Tân An trên làn sóng FM 103,1 Mhz. | ” |

Buổi phát sóng thời sự Tây Ninh nhạc hiệu và lời xướng sẽ khác đi một chút vẫn là do các phát thanh viên gồm một nữ lần lượt đọc
| “ | Đài Phát thanh - Truyền hình Tây Ninh, chương trình thời sự. | ” |

## Nhãn hiệu Đài
Phần lớn khán giả xem TTV11 thường nghĩ rằng hệ thống kênh truyền hình của Đài PTTH Tây Ninh gồm 11 kênh từ TTV1 đến TTV11. Tuy nhiên, số 11 có ý nghĩa là vị trí kênh của Đài từ khi phát sóng là K11 trên băng tần VHF. Đài chỉ có một kênh truyền hình duy nhất là TTV11 và kênh phát thanh. Nhãn hiệu chính thức của Đài là TTV11, không phải là TTV.

## Danh sách logo qua các thời kỳ

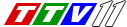
Logo kênh TTV11 (Tây Ninh) từ năm 2016-2019
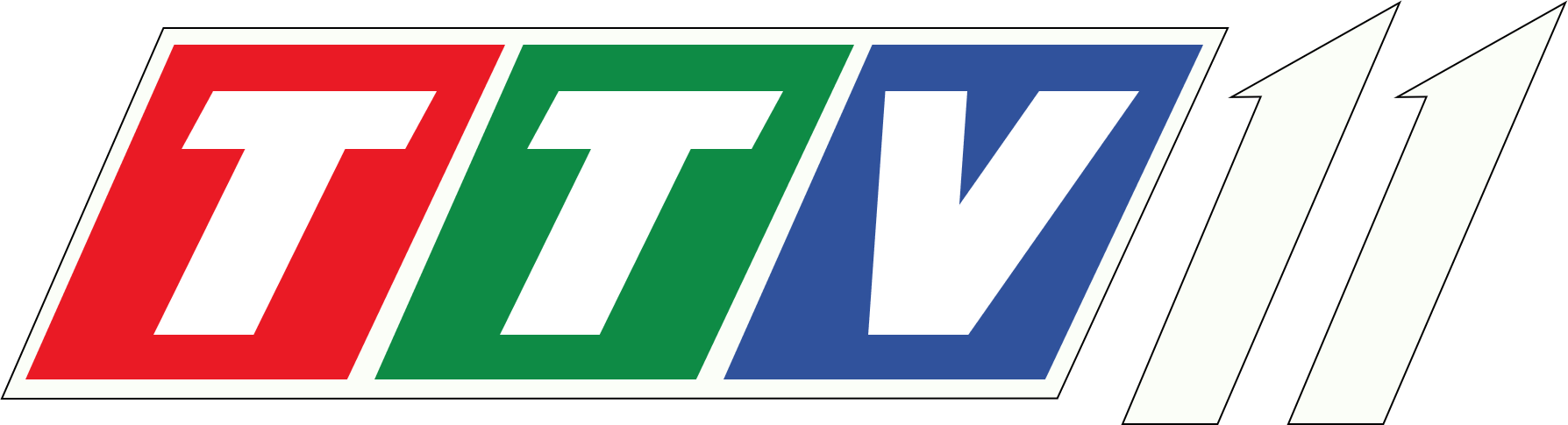
Logo kênh TTV11 từ tháng 2/2019
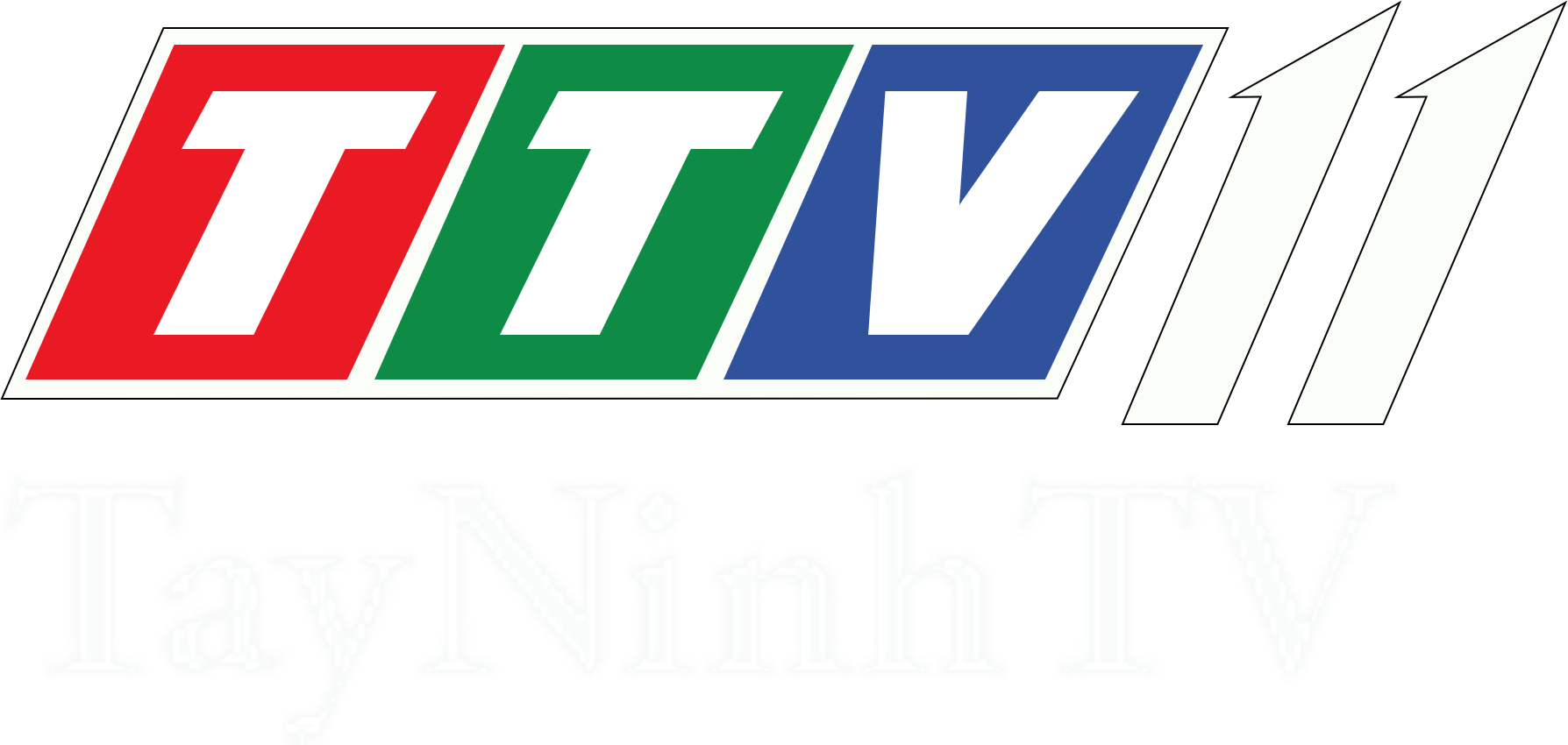
Logo kênh TTV11 có chữ Tay Ninh TV từ 25/02/2020 đến ngày 2/7/2025